# 엔오일-(아실기-운반-단백질) 환원효소 (NADPH, A-특이적)
엔오일-[아실기-운반-단백질] 환원효소 (NADPH, A-특이적)(영어: enoyl-[acyl-carrier-protein] reductase (NADPH, A-specific)) (EC 1.3.1.39)는 다음과 같은 화학 반응을 촉매하는 효소이다.
아실-[아실기-운반-단백질] + NADP+ ⇄ 트랜스-2,3-디하이드로아실-[아실기-운반-단백질] + NADPH + H+
엔오일-[아실기-운반-단백질] 환원효소 (NADPH, A-특이적)의 2가지 기질은 아실-[아실기-운반-단백질], NADP+이며, 3가지 생성물은 트랜스-2,3-디하이드로아실-[아실기-운반-단백질], NADPH, H+이다. 엔오일-[아실기-운반-단백질] 환원효소 (NADPH, A-특이적)은 산화환원효소 부류에 속하며, 특히 공여체가 CH-CH기이며, 수용체가 NAD+ 또는 NADP+인 효소에 속한다.

## 명명법
엔오일-[아실기-운반-단백질] 환원효소 (NADPH, A-특이적)의 계통명은 아실-[아실기-운반-단백질]:NADP+ 산화환원효소 (A-특이적)(영어: acyl-[acyl-carrier-protein]:NADP+ oxidoreductase (A-specific))이다.
다음은 일반적으로 사용되는 다른 이름들이다.
- 아실-ACP 탈수소효소(영어: acyl-ACP dehydrogenase)
- 엔오일-[아실기 운반 단백질] (환원된 니코틴아마이드 아데닌 다이뉴클레오타이드 인산) 환원효소(영어: enoyl-[acyl carrier protein] (reduced nicotinamide adenine dinucleotide phosphate) reductase)
- NADPH 2-엔오일 Co A 환원효소(영어: NADPH 2-enoyl Co A reductase)
- 엔오일-ACp 환원효소(영어: enoyl-ACp reductase)
- 엔오일-[아실기-운반-단백질] 환원효소 (NADPH2, A-특이적)(영어: enoyl-[acyl-carrier-protein] reductase (NADPH2, A-specific))

## 참고 문헌
- Dugan RE, Slakey LL, Porter JW (1970). “Stereospecificity of the transfer of hydrogen from reduced nicotinamide adenine dinucleotide phosphate to the acyl chain in the dehydrogenase-catalyzed reactions of fatty acid synthesis”. 《J. Biol. Chem.》 245 (23): 6312–6. PMID 4394955.